# Anton Di Pauli
Anton di Pauli von Treuheim, uváděn též Dipauli (9. června 1828 Padova – 10. března 1883 Kaltern), byl rakouský politik z Tyrolska (respektive z dnešního Jižního Tyrolska), v 2. polovině 19. století poslanec Říšské rady.

## Biografie
Působil v rakouské armádě a účastnil se jejího tažení v roce 1859 i 1866. Následně byl aktivní zejména v politice. Vykonával úřad starosty tyrolského Kalternu. Zasedal jako poslanec Tyrolského zemského sněmu. Patřil mezi jeho nejvlivnější postavy a stál za klíčovými deklaracemi, které sněm vydával.
Sněm ho roku 1870 zvolil i za poslance Říšské rady (celostátního parlamentu Předlitavska), tehdy ještě nepřímo volené zemskými sněmy. Opakovaně pak byl zemským sněmem do Říšské rady delegován roku 1871, za kurii obchodních a živnostenských komor a městskou. Nesložil ale slib a rezignaci na mandát oznámil na schůzi 15. února 1873. Uspěl i v prvních přímých volbách roku 1873 za kurii městskou v Tyrolsku, obvod Brixen, Sterzing atd. Rezignaci na mandát oznámil na schůzi 30. října 1874. Po znovuzvolení se bez omluvy nedostavil do sněmovny, čímž byl jeho mandát 15. března 1875 prohlášen za zaniklý. V roce 1873 se uvádí jako baron Anton Dipauli, statkář, bytem Kaltern.
V roce 1873 zastupoval v parlamentu opoziční blok. Patřil k federalistické parlamentní opozici (tzv. Hohenwartův klub neboli Strana práva). V roce 1875 se tyrolská státoprávní opozice rozdělila na dva tábory. Oba se shodovaly v zájmu setrvat na zemském sněmu, ale lišily se v otázce, zda vykonávat mandáty na Říšské radě. Anton Di Pauli reprezentoval skupinu, která účast na Říšské radě odmítala. Opačnou skupinu vedl Josef Greuter. Polemika rezonovala i v českých zemích, kde se podobně lišili staročeši a mladočeši. Greuter dokonce napsal obsáhlý článek do staročeského listu Politik.
Zemřel v březnu 1883. Příčinou úmrtí byl akutní zánět plic.